# Всемирная выставка (1900)
Всемирная выставка 1900 года (фр. Exposition universelle) проводилась в Париже (Франция) с 15 апреля по 12 ноября 1900 года.
Символом выставки стала встреча нового XX века. Главенствующим стилем на выставке стал ар-нуво. За семь месяцев выставку посетили более 48 млн человек.
Свои экспозиции в 18 тематических отделах представили 35 стран. Особенно значительным в выставке было участие Российской империи — ближайшего в то время союзника Франции.
Рекорд посещаемости Парижской выставки 1900 года был превзойдён только в 1967 году на Всемирной выставке в Монреале (55 млн чел.) и вторично «побит» на ЭКСПО-2010 в Шанхае (более 70 млн чел.).

## Выставка
Выставка продолжалась с 15 апреля по 12 ноября 1900 года. Её посетило свыше 50 миллионов человек (мировой рекорд того времени), что принесло французской казне доход в 7 миллионов франков. В выставке приняло участие свыше 76 тысяч участников, площадь выставки составила 1,12 км².
Специально к выставке было сооружено большое количество объектов: Лионский вокзал (напротив которого по этому случаю снесли тюрьму Мазас), вокзал Орсе (ныне музей Орсе), мост Александра III, Большой и Малый дворцы, сквот Улей на Монпарнасе (был задуман как винная ротонда временного пользования). Построенное для выставки 1889 года здание Машинной галереи (фр. Salle des Machines) было использовано в качестве Дворца сельского хозяйства и продовольствия (фр. Palais de l'Agriculture et des Aliments), здесь проходила Французская выставка сельского хозяйства и продовольствия. На период проведения выставки Мост Альма был продублирован дополнительным пешеходным мостиком сложной и необычной конструкции.
Первая линия парижского метро начала работать во время выставки 19 июля 1900 года. Помимо этого во время выставки работала троллейбусная сеть.

Частью выставки стали вторые Олимпийские игры, проходившие целых пять месяцев — с мая по октябрь. Это были первые игры с участием женщин. Соревнования в тринадцати видах спорта из 20 были проведены впервые.

Выставка
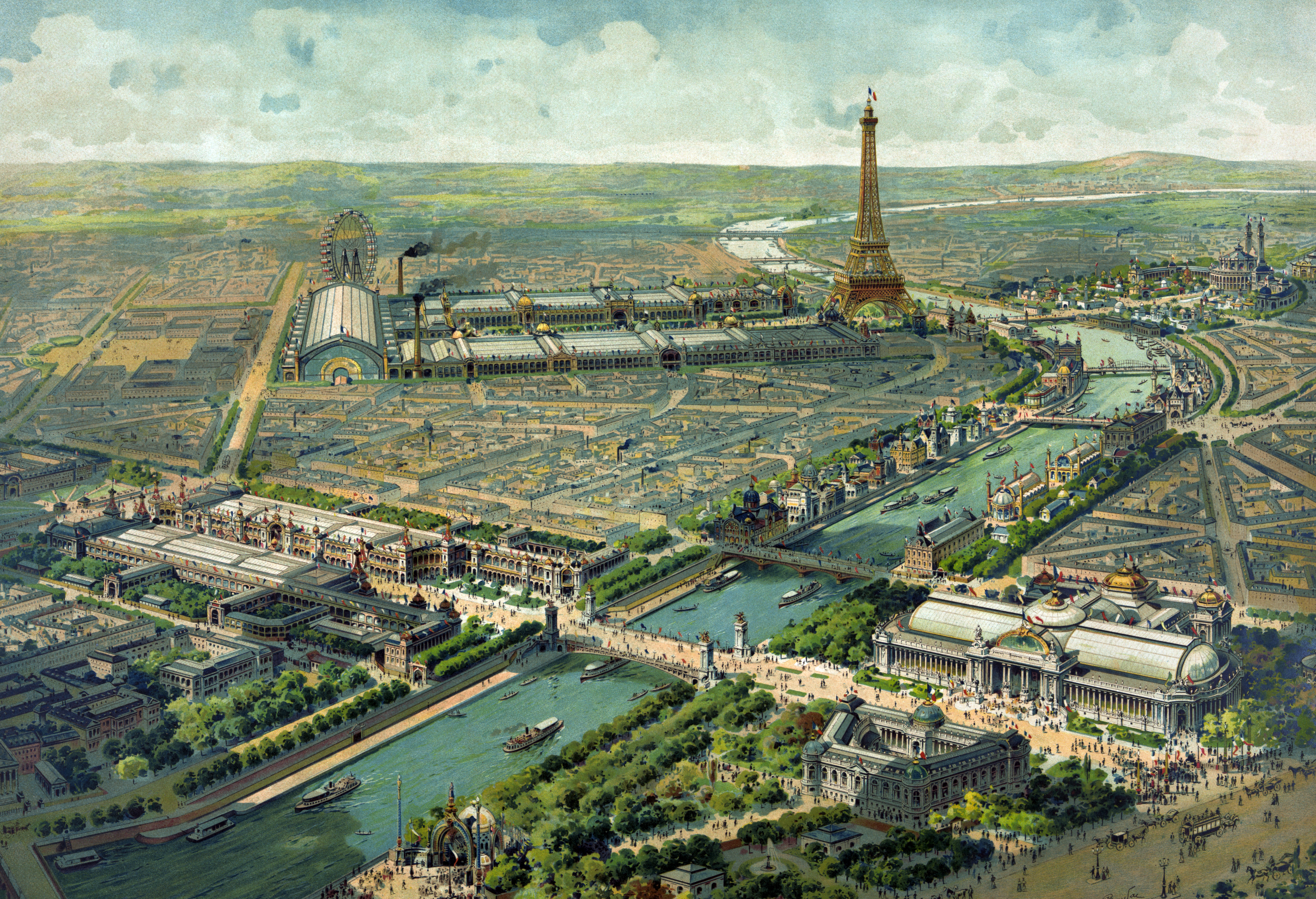
Панорамный вид всемирной выставки 1900 года
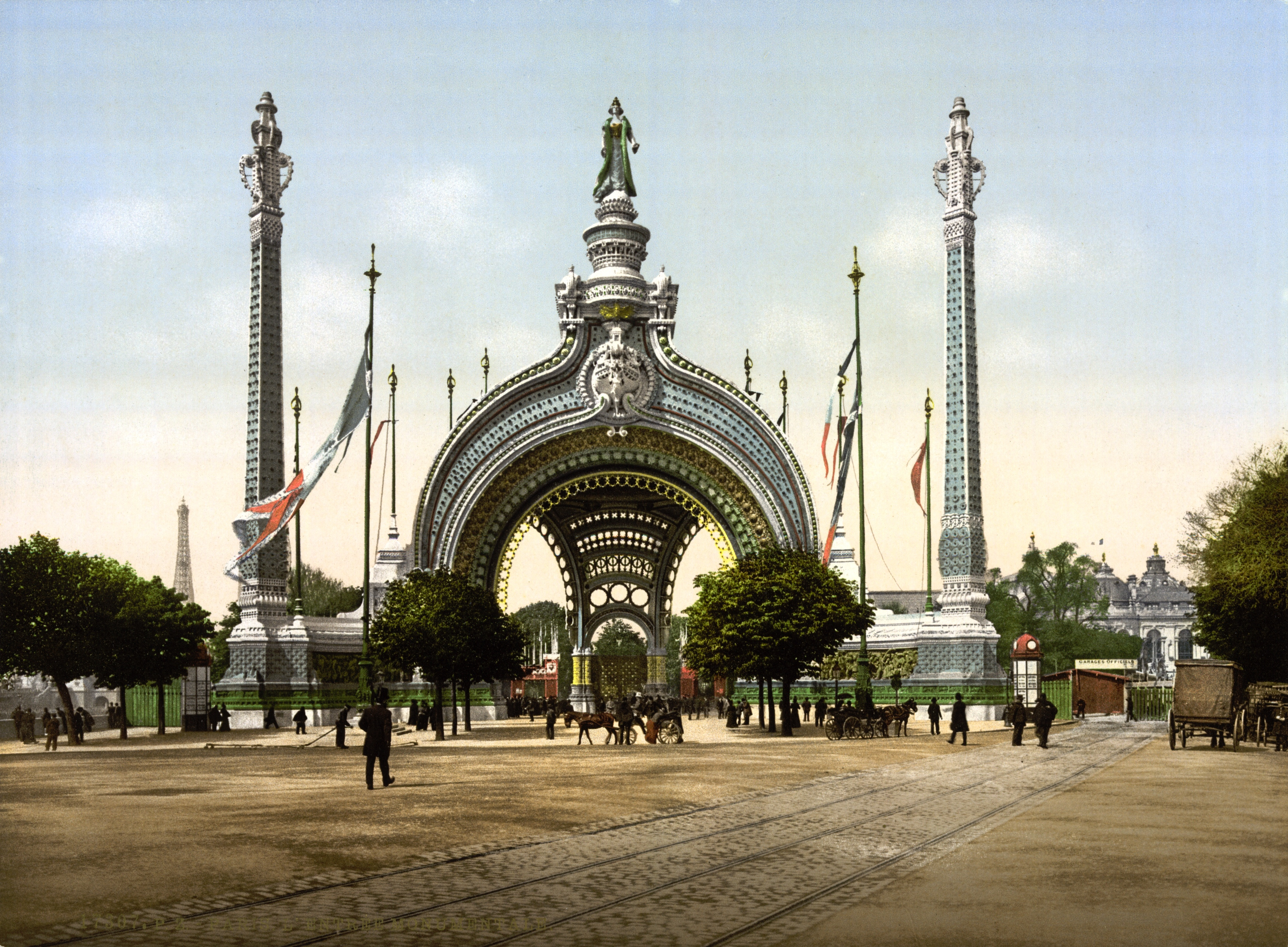
Главный вход. Фотохром
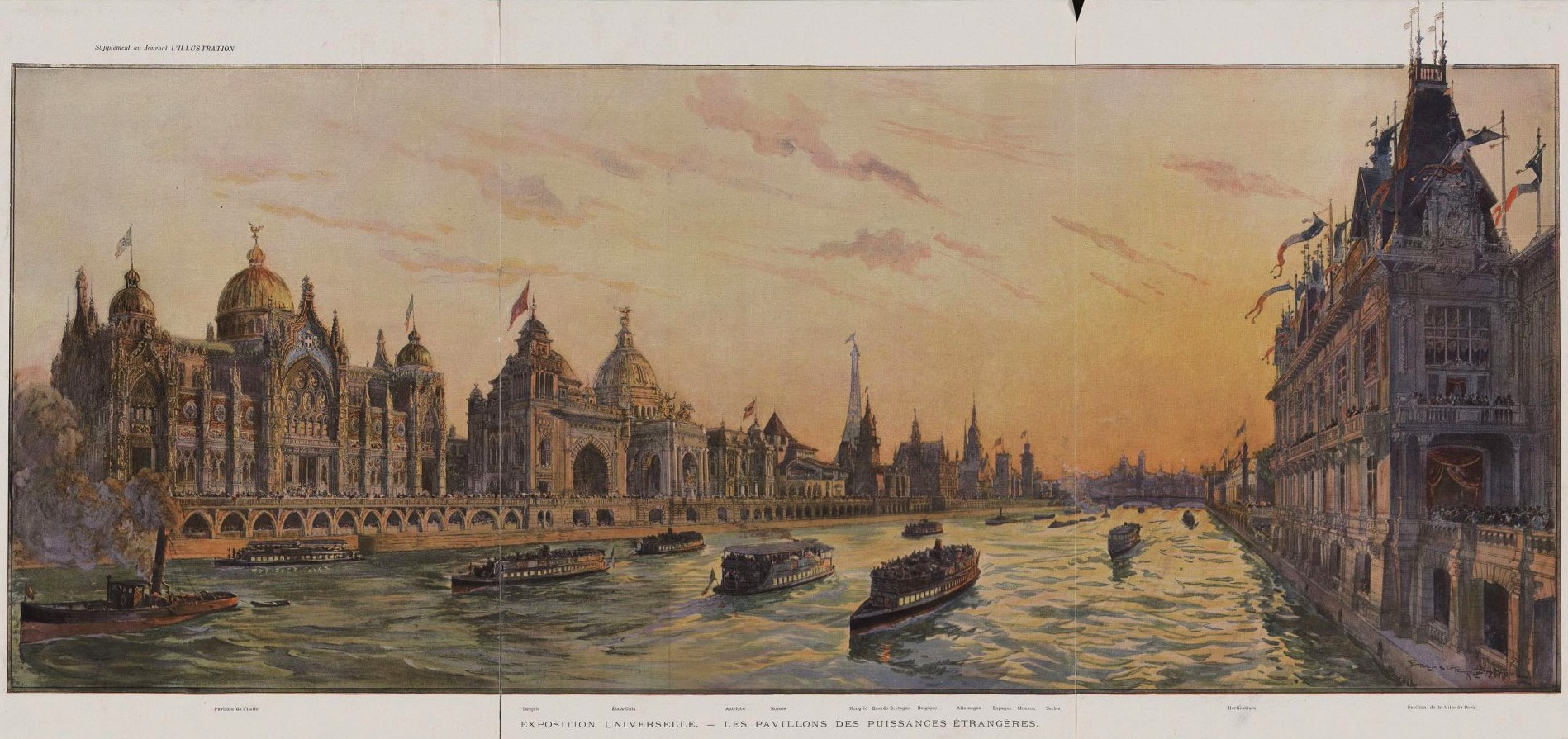
Всемирная выставка 1900 года. Литография.
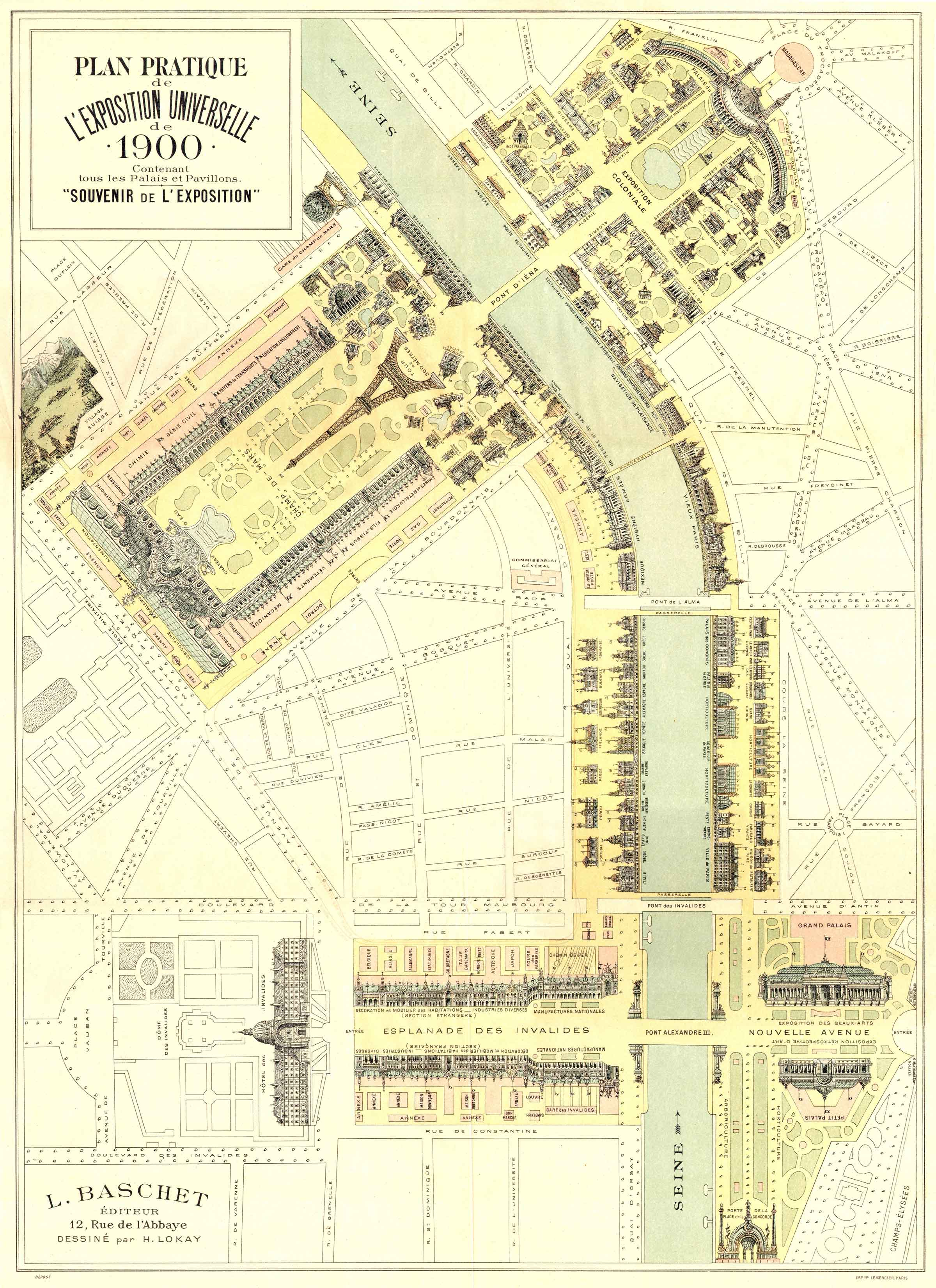
План выставки

## Россия на выставке
На предыдущих Всемирных выставках Россия была слабо представлена, однако на выставке 1900 года правительство решило продемонстрировать техническую мощь России как можно полнее. Благодаря особым дружественным отношениям России и Франции, для русского отдела была выделена самая большая экспозиционная площадь — 24 000 м².
На участие в выставке Россия потратила 5 226 895 рублей (из них правительство ассигновало 2 226 895, а учреждения и экспоненты 3 000 000 рублей). Высочайше учреждённую комиссию возглавил директор Департамента Торговли и Мануфактур В. И. Ковалевский, помимо него генеральным комиссаром назначили князя Тенишева, а главным архитектором выбрали петербуржца Р.-Ф. Мельцера. В работе выставки принимал активное участие Д. И. Менделеев, который был вице-президентом Международного жюри.
Российский отдел начал свою работу лишь 17 апреля, на два дня позже открытия выставки. Из представленных на выставке 18 тематических отделов (дворцов) Россия не участвовала лишь в одном — отделе колонизации. Для некоторых частей российской экспозиции были построены отдельные здания, поскольку не хватало выделенной площади. Центральным павильоном оказался построенный по проекту Роберта Мельцера Павильон русских окраин, повторяющий архитектуру Московского и Казанского кремлей. В оформлении павильона приняли участие художники Александр Головин и Константин Коровин, которые, в частности, написали 28 живописных панно. За написанное для отдела Сибири пейзаж-панно Константин Коровин был награждён золотой медалью выставки.

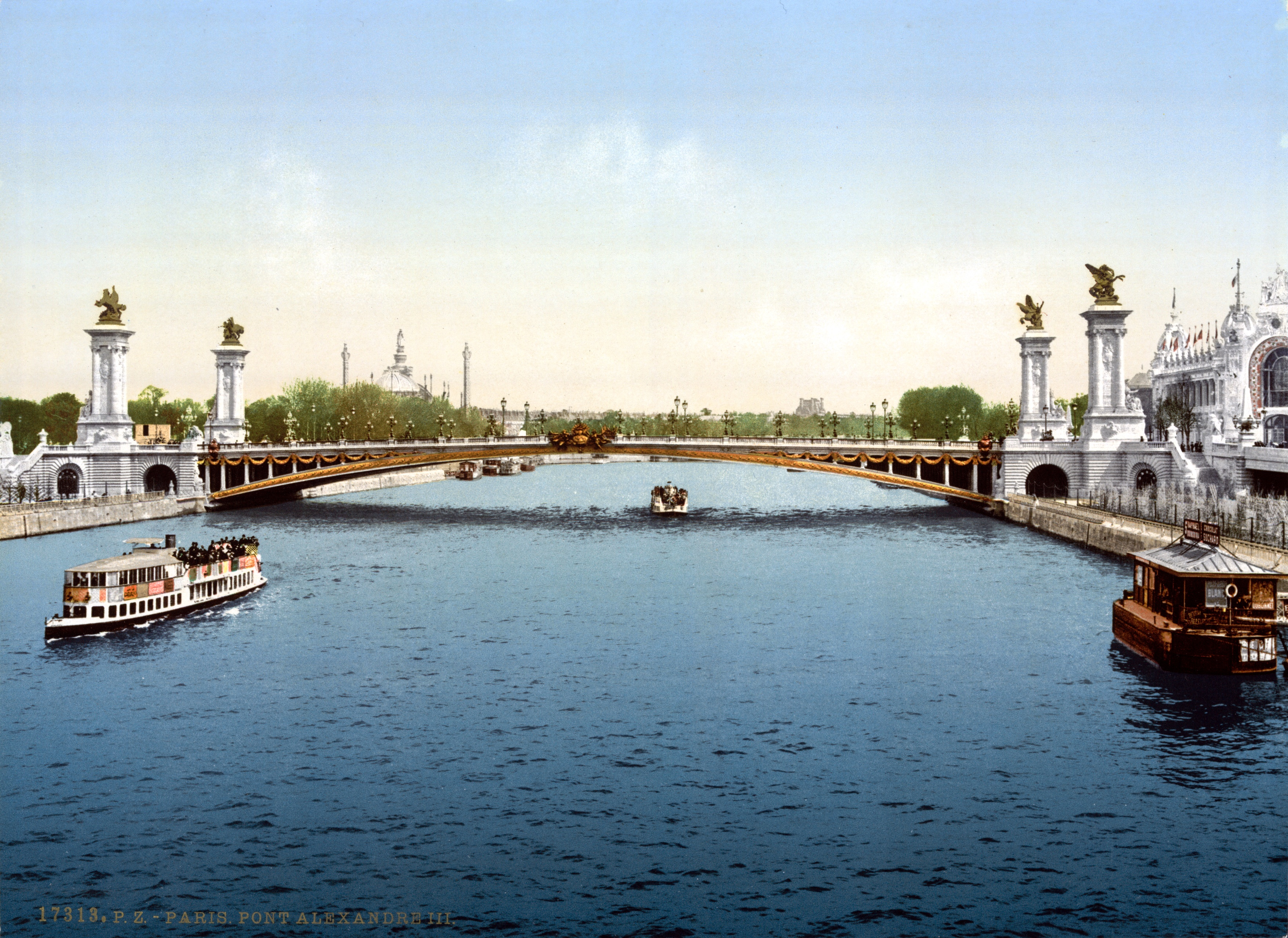
Мост Александра III
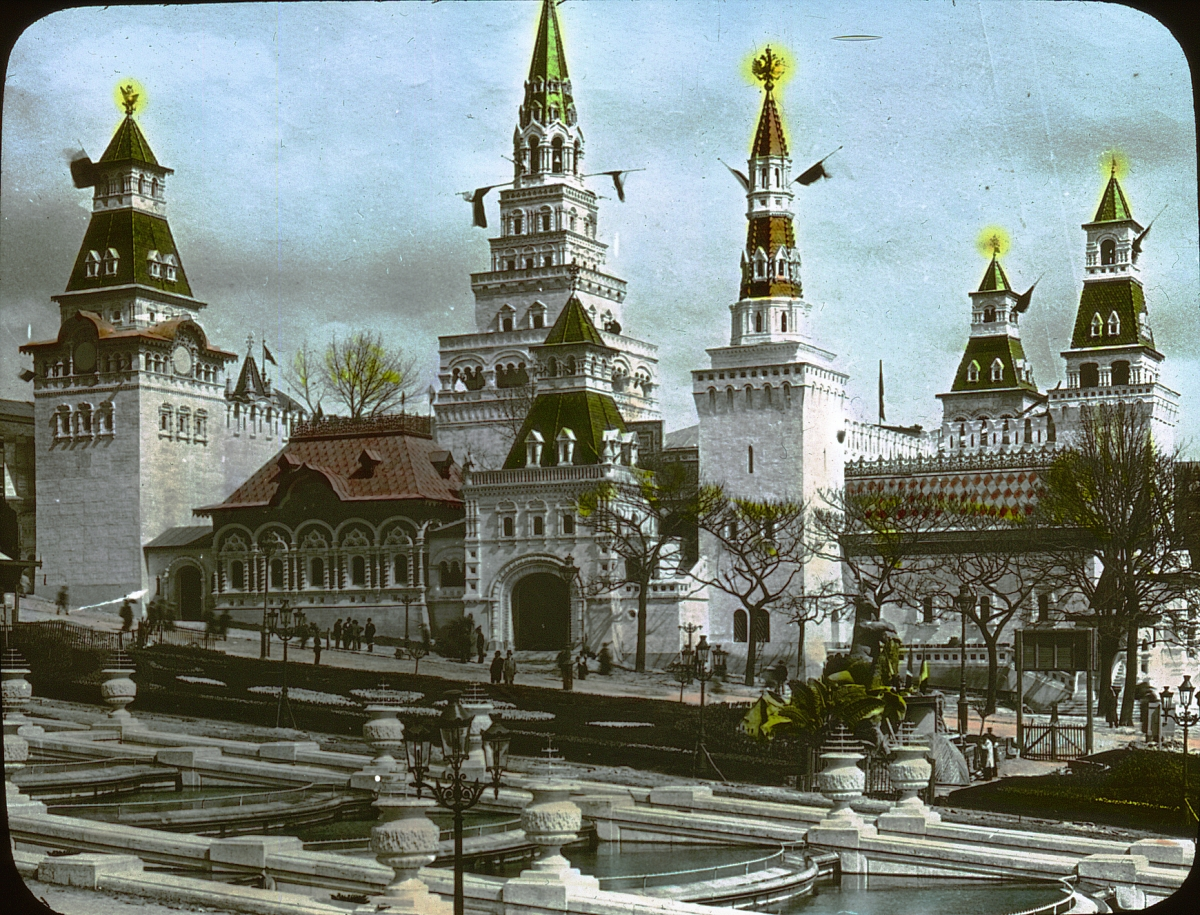
Павильон России
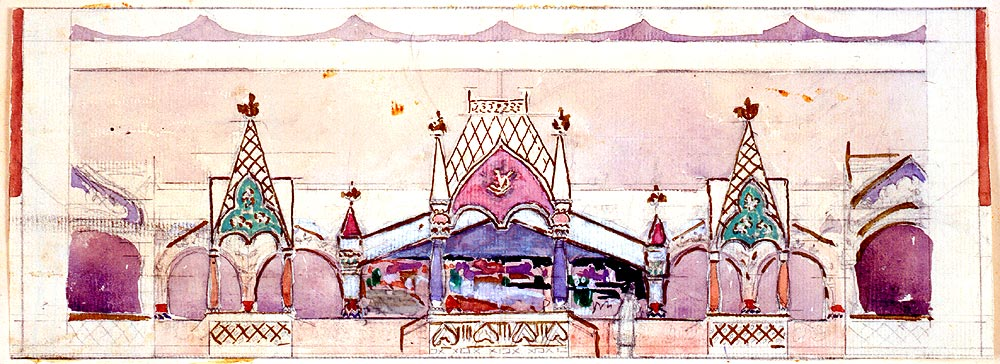
Константин Коровин. Кустарный отдел. Эскиз
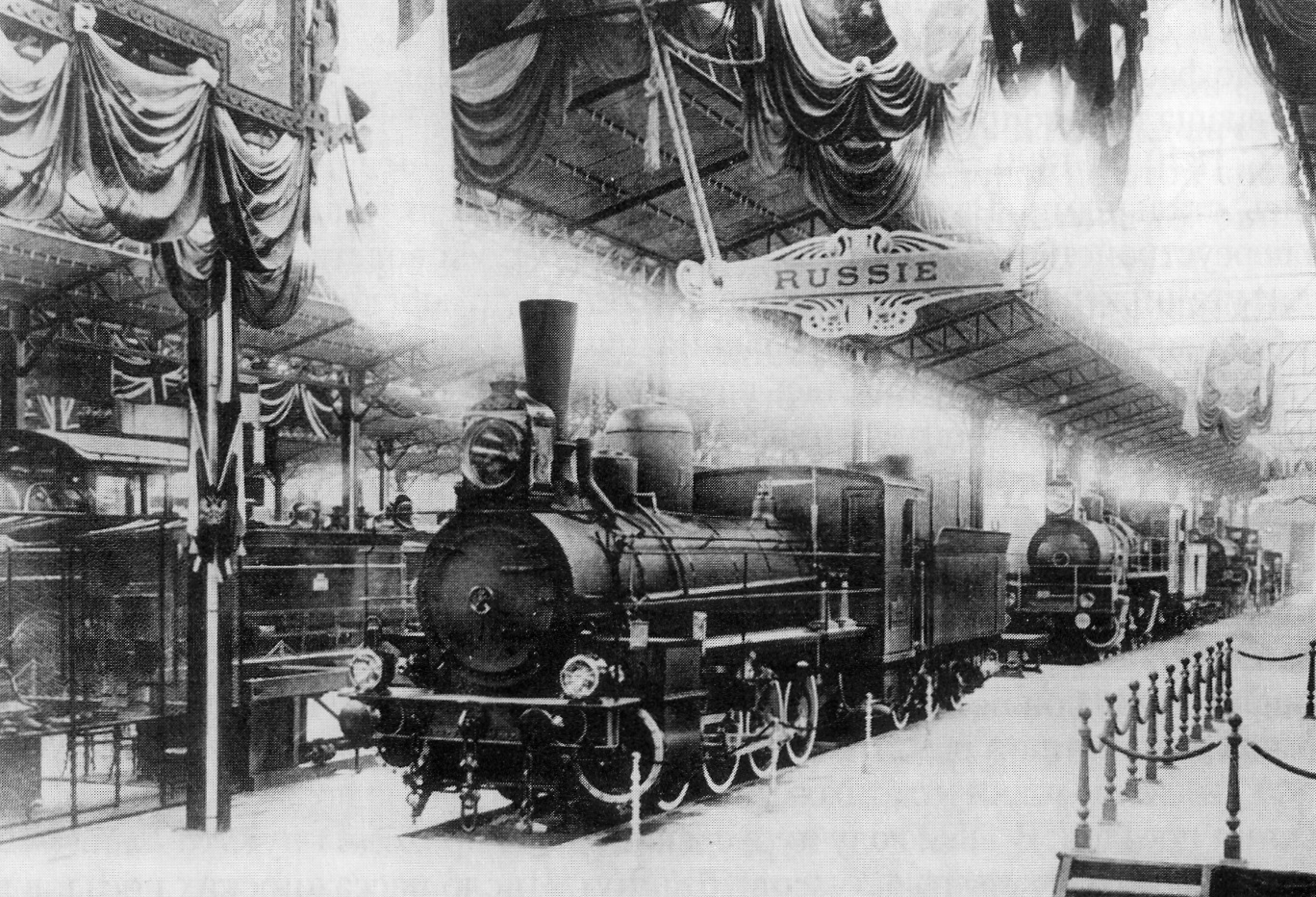
Экспозиция российской железнодорожной техники
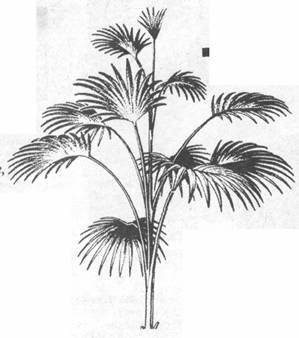
Пальма Мерцалова
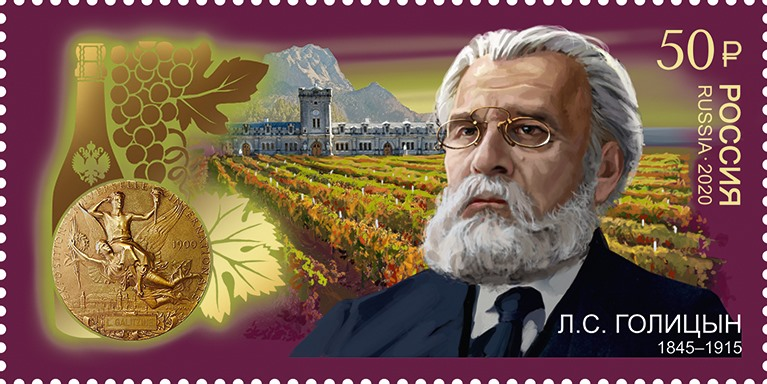
Л. С. Голицын и присуждённая ему золотая медаль выставки
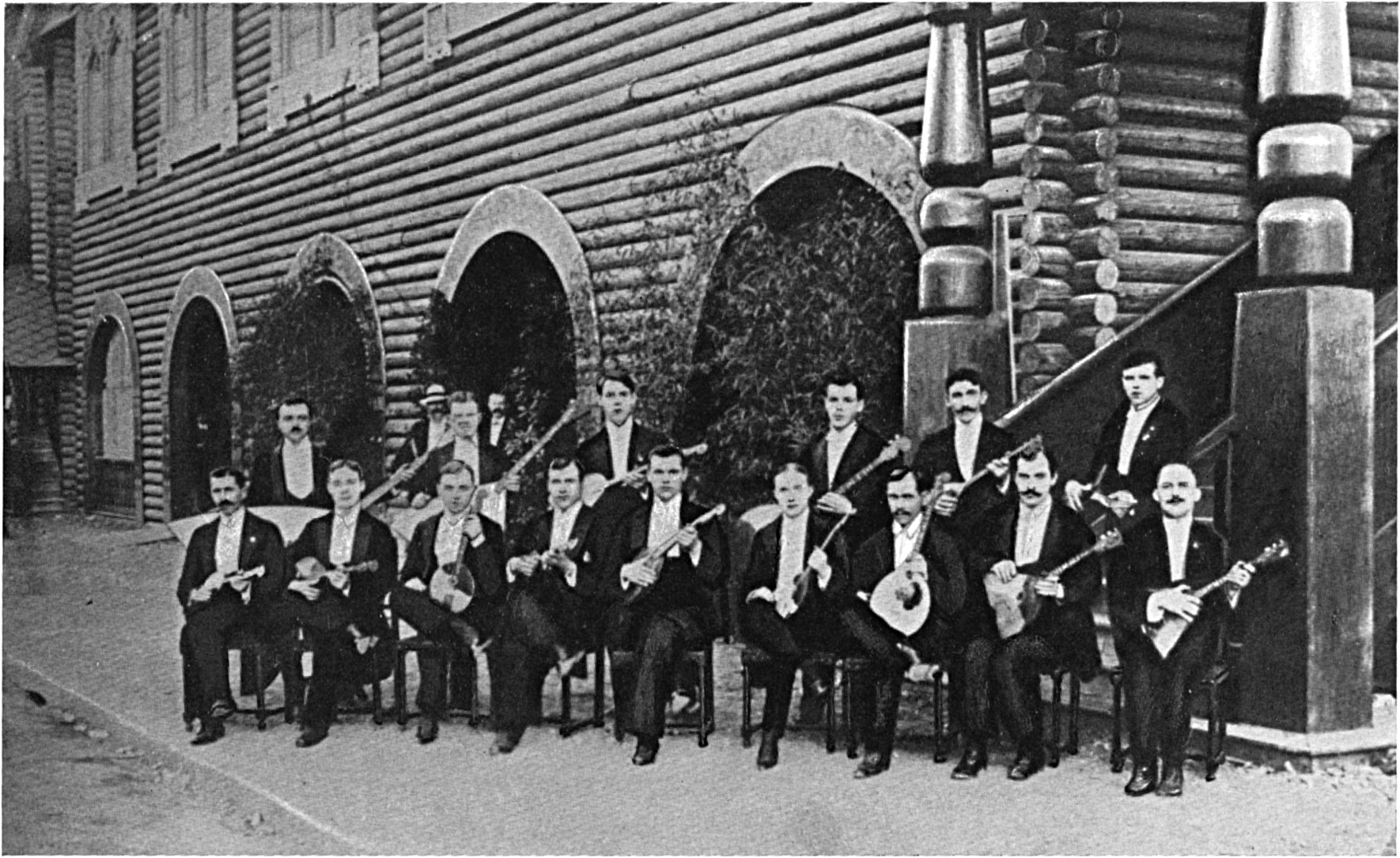
Великорусский оркестр Ретушь В. В. Андреева у Русского павильона

Рядом с центральным павильоном была отстроена Кустарная улица с типичными русскими барскими хоромами, избами и сельской деревянной церковью. Комплекс кустарного отдела был построен архитектором Ильёй Бондаренко по эскизам Константина Коровина. Большинство деревянных построек изготовили в России, а затем привезли в Париж и собрали. Возле Эйфелевой башни разместился Алкогольный павильон, где действовала установка по ректификации спирта и продавались сувенирные бутылочки с русской водкой. Павильоны М. С. Кузнецова, Русско-американской резиновой мануфактуры и витрины П. И. Харитоненко были сооружены по проекту архитектора Фёдора Шехтеля. Ещё ряд павильонов был построен по проектам архитекторов А. И. фон Гогена, Р.-Ф. Мельцера, В. П. Цейдлера.

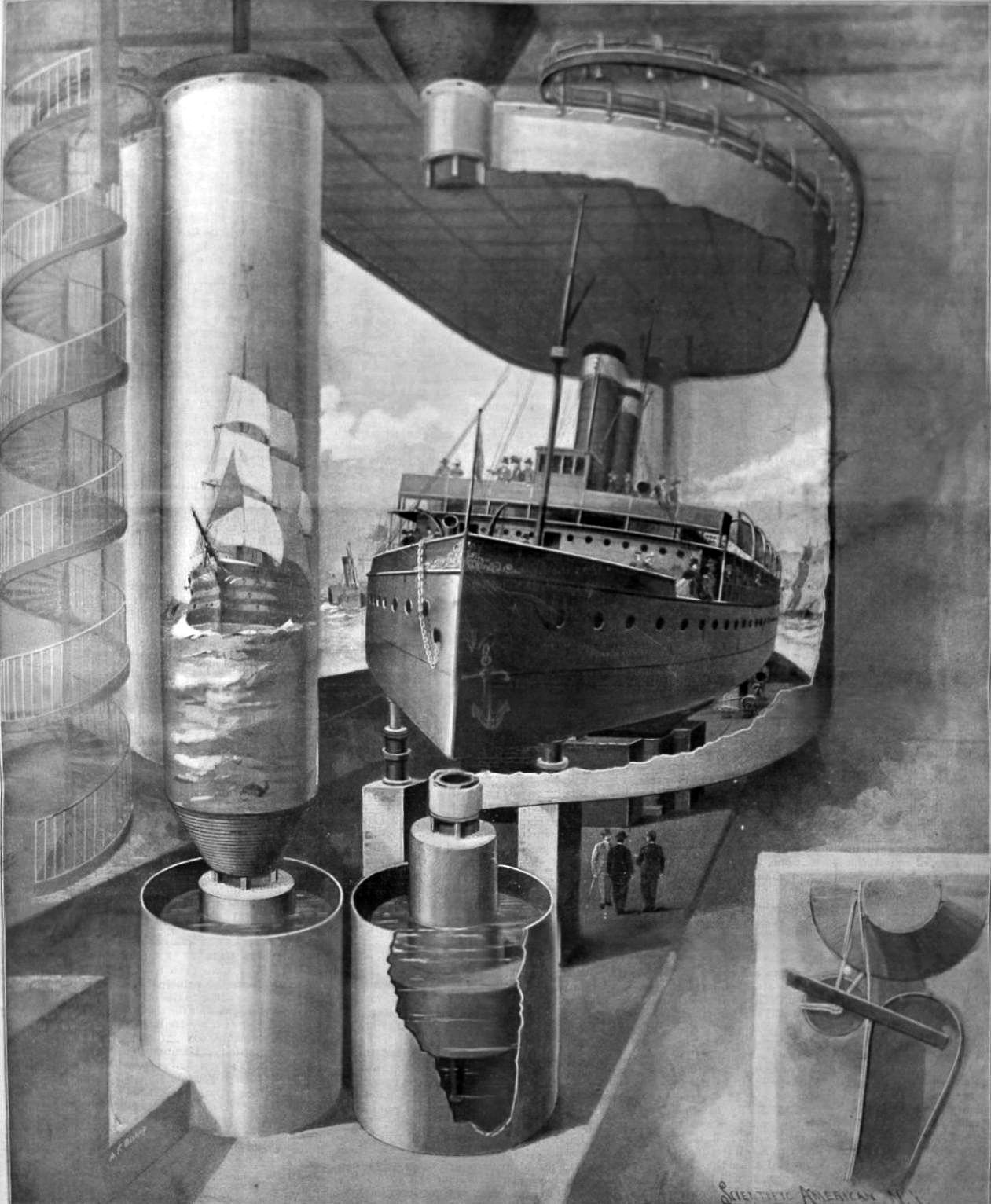
Мареорама

За время выставки российская экспозиция получила 1589 наград: 212 высших, 370 золотых медалей, 436 серебряных, 347 бронзовых и 224 почётных отзыва.

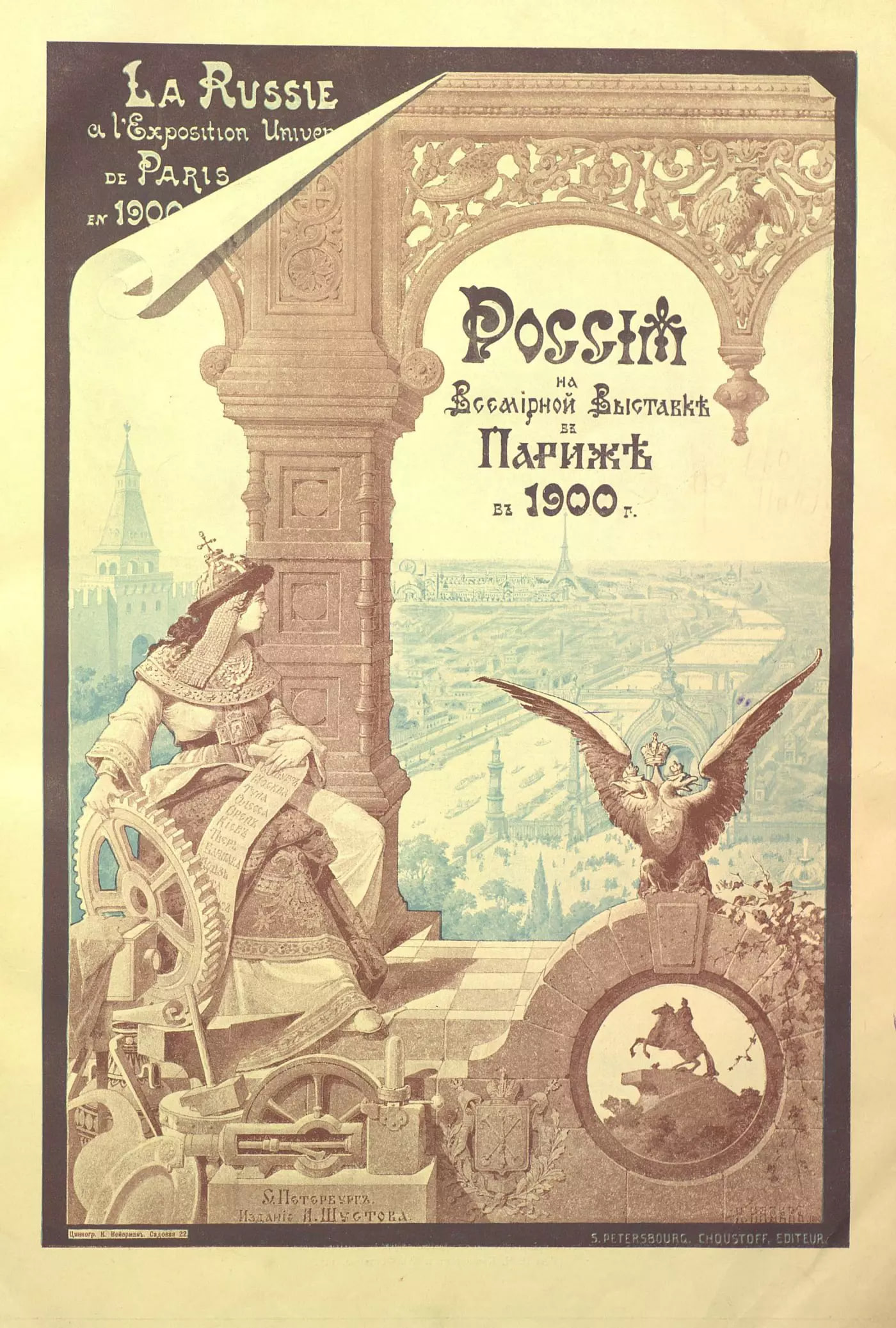
Россия на Всемирной выставке в Париже в 1900 году

Золотая медаль выставки специальным комитетом во главе с Густавом Эйфелем была присуждена русскому инженеру Лавру Проскурякову за Красноярский железнодорожный мост. Большое впечатление произвела экспозиция Министерства путей сообщения по проекту художника Пясецкого, посвящённая Транссибирской магистрали, — Транссибирская железнодорожная панорама. Публика проходила в вагоны с имитацией движения поезда, из которых они могли наслаждаться российскими пейзажами, менявшимися с помощью особого механизма. В конце «пути» посетители выходили в дверь с обратной стороны и попадали в Китайский отдел. Этот аттракцион был отмечен высшей наградой гран-при. Премии гран-при удостоилась также выкованная из рельса пальма Мерцалова. Минусинский краеведческий музей удостоился серебряной медали. Хрустальный гран-при выставки и большую золотую медаль получил чугунный павильон Кыштымского горного округа работы Каслинского завода, созданный по проекту архитектора-художника Е. Е. Баумгартена. Также гран-при получил «Лысьвенский доменный и молотовый Его сиятельства князя Бориса Григорьевича Шаховского, супруги его княгини Варвары Александровны завод» за свою продукцию — кровельное железо, которым были покрыты купола[какие?] собора Парижской Богоматери и Британского парламента. Скульптор Юлия Бразоль получила почётный отзыв за бронзовый канделябр и скульптуру «Будяк».
Торфмейстерская часть под руководством торфмейстера Л. А. Сытина получила золотую медаль, представив экспозицию с образцами торфа и оборудования по торфодобыванию в России.
Пресса восторженно отзывалась о русском отделе. По итогам выставки французская газета «Liberte» написала:

Мы находимся ещё под влиянием чувства удивления и восхищения, испытанного нами при посещении русского отдела. В течение немногих лет русская промышленность и торговля приняли такое развитие, которое поражает всех тех, кто имеет возможность составить себе понятие о пути, пройденном в столь короткий срок. Развитие это до такой степени крупное, что наводит на множество размышлений.
Великое княжество Финляндское, входившее в то время в состав Российской империи, было представлено отдельным павильоном в стиле национального романтизма, также заслужившим высокие оценки.

### Музыкальные инструменты
Впервые международной публике были представлены реконструированные под руководством В. В. Андреева русские народные музыкальные инструменты: балалайки и домры, изготовленные С. И. Налимовым. Андреев получил за них золотую медаль, Налимов — бронзовую, Муравьёв — помощник Андреева — почётный отзыв. Вместе с Андреевым в выставке принимал участие его Великорусский оркестр, демонстрировавший экспонируемые инструменты в игре.

## Итоги
На Всемирной выставке 1900 года были впервые представлены публике озвученные фильмы и эскалаторы, а Campbell Soup был награждён золотой медалью (она по сей день изображена на банке супа). Рудольф Дизель представил на суд посетителей выставки дизельный двигатель, работающий на рапсовом масле. Были также представлены многие панорамные картины и новые панорамные техники, такие как синеорама, мареорама и Транссибирская железнодорожная панорама. Сербский математик Михаило Петрович был удостоен золотой медали за представленное изобретение гидравлического интегратора.
В центре внимания во Дворце Иллюзий оказался телескоп с диаметром объектива 1,25 м. Этот телескоп был самым большим из всех созданных на тот момент линзовых инструментов. Труба телескопа насчитывала 60 м в длину и 1,5 м в диаметре.
24 августа 1900 года на IV Международном электротехническом конгрессе, который проводился в рамках Всемирной выставки, выступил К. Д. Перский с докладом «Телевидение как электрическое кино», где впервые применил термин «television».

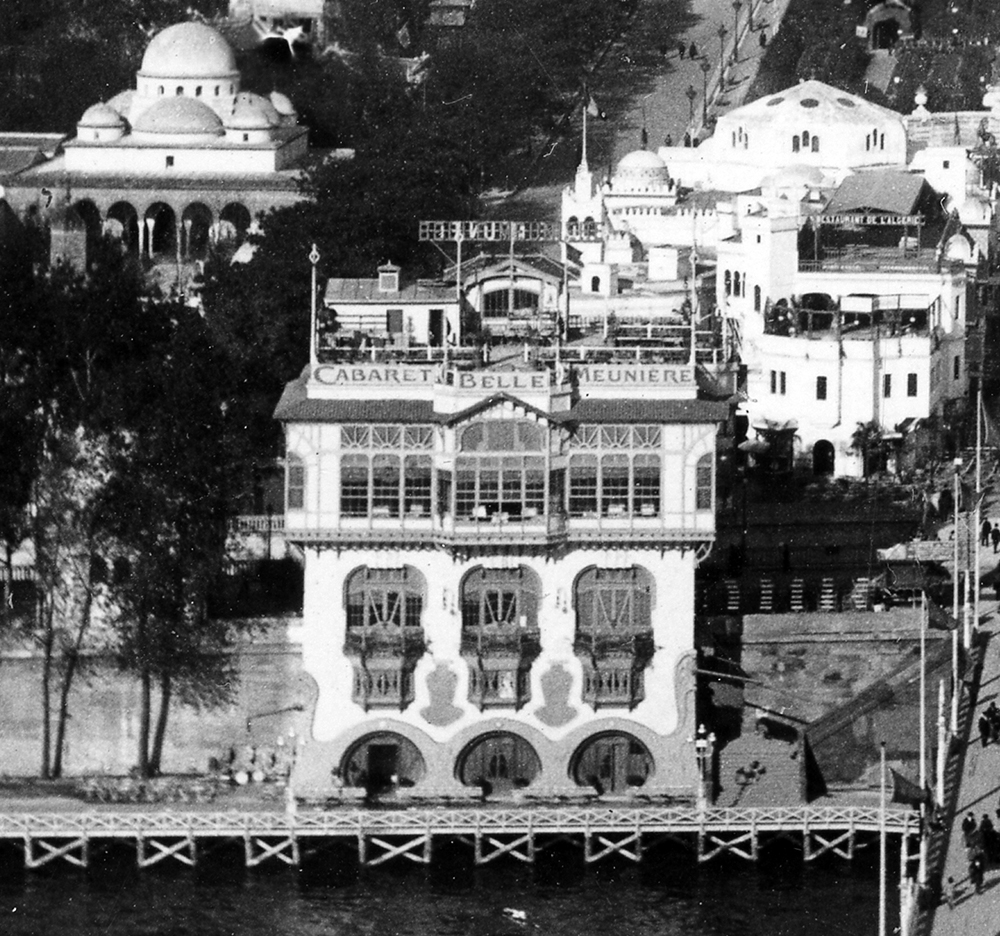
Выставочный павильон «Кабаре Belle Meunière». Фотография, 1900. Частная коллекция.

Многие гости французской столицы впервые познакомились с таким типом развлекательных заведений как кабаре. Отдельное трёхэтажное здание кабаре Belle Meunière в стиле модерн было построено к открытию выставки на правом берегу Сены как один из символов французской национальной культуры. Это послужило стимулом для создания кабаре в других странах.

## Несчастные случаи
На Марсовом поле был устроен деревянный, покрытый гипсом, пешеходный мост, ведущий к гигантскому глобусу, устроенному частным обществом, выстроившим также и упомянутый мост. Глобус этот, в котором должны были показываться движения небесных светил, ещё не был открыт для посещения публики. Генеральный комиссар Пикар, осмотревший мост, запретил движение через него, признав постройку недостаточно прочной. Таким образом проход через него был воспрещён, но под ним проходило очень много народу почти беспрепятственно. В 4 часа 5 минут дня мост внезапно провалился, вслед за этим раздались страшные крики. На месте несчастья ничего не было видно, кроме облаков пыли и толпы, в испуге бросившей в разные стороны. Вскоре под обломками начали находить мёртвых и раненых. Первым подняли труп маленькой девочки, которую нельзя было узнать. Затем в течение первых 10 минут из-под обломков вытащили ещё 4 трупа и 40 человек раненых.
Обрушившийся мост был покрыт цементом, тяжесть которого и была признана причиной катастрофы. Вскоре прибыла ближайшая пожарная команда. Раненым была подана первая помощь, большинство из них было отправлено в больницы.
К половине седьмого были откопаны ещё 6 трупов. Около 40 рабочих до самого вечера были заняты раскопками обломков моста. В день катастрофы на выставке все концерты были отменены.